# 俄羅斯白鮭
俄羅斯白鮭，為輻鰭魚綱鮭形目鮭科的其中一種，為溫帶魚類，分布於俄羅斯淡水、半鹹水及海域，棲息在底中層水域，成群活動，會進行洄游，生活習性不明。

## 擴展閱讀
維基物種上的相關：俄羅斯白鮭